# Tribosphenida
Clade
Taxons de rang inférieur
- †Aegialodon
- †Hypomylos
- †Fruitafossor
- sous-classe Theria

Synonymes
- Boreosphenida

Les Tribosphenida sont un clade de mammifères qui comprend l'ancêtre des Aegialodontia et des Thériens (le dernier ancêtre commun des marsupiaux et des placentaires). Sa définition actuelle est plus ou moins synonyme de Boreosphenida,.

## Caractéristiques
Ce clade de mammifères étaient à l’origine groupés sur la base de molaires triangulaires ou en forme de V (tribosphéniques). Depuis lors, il a été découvert que d'autres groupes de mammifères non apparentés avaient des molaires tribosphéniques, tels que les australosphénidans (un groupe comprenant les monotrèmes encore existants), ce qui suggère que cette synapomorphie est fondamentalement inutile car elle a évolué plusieurs fois chez les mammifères.
Cependant, un clade entre les groupes susmentionnés, les "vraies Tribosphenida" ou les Boreosphenida, est toujours identifiable, uni par des caractéristiques telles que l'absence d'un cingulide mésial et d'un trigonide triangulé sur la dernière prémolaire,. Ils sont également unis par des caractéristiques post-crâniennes telles que la présence d'une oreille moderne (bien que celle-ci ait également évolué indépendamment dans de nombreux autres groupes, comme les monotrèmes), des omoplates modernes et plusieurs caractéristiques de la patte arrière.